# Projekt Odyssee

Logo des Projekts Odyssee

Das Projekt Odyssee (PrO) war eine Gruppe von Förderern und Autoren verlagsunabhängiger Rollenspielsysteme und Spielwelten, das freie und Autoren-Regelsysteme bei der Veröffentlichung unterstützte. Das PrO hatte keine kommerziellen Interessen, sondern war in dem Zeitraum 2001 bis etwa 2010 ein unabhängiger Förderer der freien Szene. Das Projekt wurde nicht offiziell eingestellt, sondern ruht derzeit aus Mangel an engagierten Mitarbeitern.
Ziel war es, durch gemeinsames Auftreten und Vernetzung eigenständigen Rollenspielen eine höhere Akzeptanz und damit auch Verbreitung zu verschaffen. Verlagsunabhängige Systeme sollten nicht als unprofessionell und damit nutzlos angesehen, sondern als Ideenlieferant und Inspiration genutzt werden, um öfter den Blick über den Tellerrand der Mainstream-Rollenspiele zu wagen.
Dazu gehörte die Bereitstellung einer umfangreichen Sammlung von Regelwerken und Spielwelten, die teilweise Open Source sind, auf der inzwischen offline gegangenen Website und die regelmäßige Präsentation von Informationsmaterial und Testrunden für Interessierte auf Spiel- und Buchmessen und Rollenspiel-Conventions in Deutschland.
Der Träger des Projekts Odyssee ist der gemeinnützige Berliner Rollenspielverein Nexus e.V., die Gruppe steht aber allen Interessierten offen.
Das Projekt besteht seit März 2001 und unterstützte im Jahr 2006 56 selbstverfasste Systeme. Die bekanntesten sind die Chroniken von Baal, Daidalos, Degenesis, Demiurgon, Mondagor, Prost und Thyria Steamfantasy.